# Bauminsel
Die Bauminsel oder Podersdorfer Schoppen ist eine ca. 0,5 Hektar große Binneninsel im österreichischen Teil des Neusiedler Sees, die nördlich von Podersdorf am See liegt.
Auf der Westseite der Insel befindet sich eine Bucht, die zum Ankern geeignet ist. In der Mitte befindet sich ein Baum, durch den die Insel gut erkennbar ist; daher rührt ihr Name Bauminsel. Nördlich der Bauminsel kenterte 2017 ein Segelboot, 2019 kam ein Segelboot im Bereich der Bauminsel in Seenot. 2020 schlug ein Blitz in ein Segelboot ein, das sich im Bereich der Bauminsel befand, wodurch dieses in Vollbrand geriet.
Von touristischen Einrichtungen wird eine Ausfahrt mit Segelschiff oder per Stand-Up-Paddling empfohlen.